# Franco Volpi (philosophe)
Pour les articles homonymes, voir Volpi et Franco Volpi.
Franco Volpi (né le 4 octobre 1952 à Vicence en Vénétie et mort le 14 avril 2009 dans la même ville, des suites d'un accident de la circulation) est un philosophe italien.
C'était un spécialiste de Schopenhauer, Nietzsche et Heidegger.

## Biographie
Historien de la philosophie et philosophe, Franco Volpi a rédigé une importante bibliographie. En 2000 il publie, chez Mondadori, Le dictionnaire des œuvres philosophiques, traduction italienne de l'allemand Lexikon der philosophischen Werke, qu'il avait mis au point auparavant.
Le 13 avril 2009, à midi, tandis qu'il roulait à vélo près de San Germano dei Berici, il est heurté par une voiture et succombera quelques heures plus tard.

## Philosophie
Élève du philosophe aristotélisant italien Enrico Berti de l'université de Padoue, où il fut professeur, il découvrit très tôt que le plus grand aristotélisant de son temps était Heidegger, dont il devint l'un des interprètes les plus célèbres et les plus reconnus.

C’est ainsi qu’il fut le premier à mettre en lumière qu'Être et temps était une réécriture de l' Éthique à Nicomaque[réf. nécessaire].
Correspondant régulier de La Repubblica de Rome, son dernier article, paru la semaine de sa mort, portait sur les déclarations les plus récentes du pape sur Nietzsche. « Même si la vie n'est pas belle », écrivait-il le 10 avril, « c'est à nous qu'il appartient de la rendre telle. L'un des problèmes de l'Église actuelle est que la production du bonheur lui a échappé des mains. Mais ce n'est pas la faute de Nietzsche si la force de l'Évangile s'évanouit et si la condition de l'homme occidental est toujours de plus en plus paganisée. »

## Œuvres principales traduites en France
- Volpi, F., Heidegger et l'idée de la phénoménologie , (Springer Verlag, 1988).
- Volpi, F. (Commentaire de), dans Arthur Schopenhauer,  L'art d'avoir toujours raison ou La Dialectique éristique , Circé, 1999,  (ISBN 978-2-84242-075-8)
- Volpi, F., L'art d'être heureux  (Seuil, 2001).  (ISBN 2-02-038760-3)
- Volpi, F., entretiens avec Albert Hofmann, LSD, (Payot, 2004).
- Franco Volpi, « La question du Logos dans l'articulation de la facticité chez le jeune Heidegger lecteur d'Aristote », dans Heidegger 1919-1929: De l'herméneutique de la facticité à la métaphysique du Dasein, Paris, J. Vrin, coll. « Problèmes et controverses », 1996 (ISBN 978-2-7116-1273-4), p. 33-66.
- Franco Volpi, « Sur la grammaire et l'étymologie du mot être », dans Jean-François Courtine (dir.), L'Introduction à la métaphysique de Heidegger, Paris, Vrin, coll. « Études et Commentaires », 2007 (ISBN 978-2-7116-1934-4), p. 125-143.